# Tout peut changer
Tout peut changer : Capitalisme et changement climatique (titre original : This Changes Everything: Capitalism vs. the Climate) est le quatrième livre de Naomi Klein,,,,. Il est publié en 2014 par Simon & Schuster, et traduit en France en 2015 chez Actes Sud.

## Description
Dans son livre, Klein affirme que la crise climatique ne peut être résolue dans un système néolibéral prônant le laissez-faire, qui encourage la consommation démesurée et a conduit à des accords commerciaux néfastes pour l'environnement. Pour elle, le défi climatique sera relevé grâce à des investissements massifs dans des services publics de transports, d'énergie, de logement ou de traitement des déchets. La crise écologique renforce considérablement l'idée que nos sociétés doivent être planifiées démocratiquement plutôt que d’être laissées au libre marché. Elle étudie les discours des climatosceptiques et les intérêts qui sous-tendent le débat sur le sujet. Elle revient sur le rôle ambigu de plusieurs milliardaires qui se posent en sauveurs de la planète mais en réalité continuent à soutenir des entreprises polluantes, au premier plan desquels Richard Branson. Enfin, elle met en avant les luttes menées par les Premières Nations et de nombreuses communautés qui se retrouvent en première ligne des industries polluantes. Elle décrit le combat écologique comme le chapeau articulant l'ensemble des luttes partout sur la planète. Lutter pour le climat, contre les abus du système financier, pour la liberté de migration ou pour la liberté de la presse sont en réalité des facettes d'un même combat.
Le livre a débuté en cinquième position sur la liste des best-sellers du New York Times le 5 octobre 2014.
Cet essai a été suivi du film documentaire Tout peut changer, réalisé en 2015 par Avi Lewis, dans lequel Naomi Klein recueille les témoignages de différents peuples directement affectés par le changement climatique.

## Contenu du livre
Naomi Klein commence par un état des lieux des émissions de gaz à effet de serre. En 2013, elles sont supérieures de 61 % à celles de 1990. Elles augmentaient de 4,5 % par an pendant les années 1960. Puis de 1 % dans les années 1980, 1990. Mais l'augmentation est repassée à 3,5 % dans les années 2000 avec la globalisation et les croissances chinoise, brésilienne et indienne. Un pic de 5,9 % a même été atteint après la régression de 2009.
Aujourd’hui, les températures ont augmenté de 0,8 °C. L’objectif officiel est de maintenir en dessous de 2 °C. Mais 2 °C c'est déjà un risque énorme, avec la fonte du Groënland et de l'Antarctique. D'autant qu'en réalité, on est plus probablement en route pour une augmentation de 4 °C. Cela implique l’élévation du niveau des mers à deux mètres, des inondations, la baisse des rendements agricoles dans de nombreux pays et des conséquences aujourd'hui impossibles à prévoir sur les équilibres des écosystèmes. Plusieurs scientifiques estiment en outre probables une évolution des températures de l'ordre de 6 °C.
La possibilité de limiter le réchauffement à 2 °C est encore possible. Elle nécessite des mesures drastiques pour réduire de 8-10 % les émissions dans les pays du Nord.

### Les communautés au front
Naomi Klein décrit les front-line communities comme les groupes sociaux qui sont le plus affectés par les destructions environnementales. Elle cite les communautés victimes que sont riverains d’usines, d’agriculture industrielle, ou encore d’axes routiers polluants, puis tous les habitants dont l’environnement est dégradé par de grands projets d’infrastructures ou des exploitations minières (carrière, pétrole, schiste, mine d’or, etc.). 
Au delà des communautés victimes, les communautés au front sont également les communautés bénéficiaires des actions publiques de transition (cyclistes bénéficiant des aménagements cyclables, habitants des passoires thermiques) et les communautés du futur (jeunes, lycéens...) qui vont vivre plus que les autres dans un monde au climat déréglé. 
Pour Naomi Klein, ce sont ces groupes qui sont les acteurs décisifs de la révolution écologiste à mener.

### Des services publics et la fin du néolibéralisme pour relever le défi climatique
Dès l'introduction, Naomi Klein pointe le fait que les mesures nécessaires pour éviter la catastrophe climatique sont en fait une régulation radicale, en conflit avec les intérêts des grandes entreprises et menace leur taux de profit. Les forces du marché honnissent la régulation. Or, le problème est que les forces du marché n’ont jamais été aussi puissantes qu'en ce début de XXIe siècle. Au moment où la situation est la plus urgente. 
Les conservateurs s’alarment : les écologistes font avancer les combats de la gauche : plus de taxes, plus d’interventionnisme, plus de régulation, plus de services publics. […] Nigel Lawson, ancien ministre de Margaret Thatcher le résumait en déclarant que « Green is the new red. » (chap. 1)
Le défi climatique renforce considérablement l'idée que nos sociétés doivent être planifiées démocratiquement plutôt que d’être laissées au libre marché. La bataille idéologique qui semblait gagnée par les néo libéraux depuis les années 1990 semble maintenant menacée par le changement climatique et ses implications sociétales. La survie humaine dépend de l’intervention de la puissance publique.
Les services publics sont au cœur de la révolution écologique nécessaire pour relever le défi climatique : transports en communs comme alternative aux véhicules individuels, investissement ferroviaire comme alternative au transport routier ou aérien, service public de l'énergie pour une électricité décarbonée, nouveaux systèmes de ramassage et traitement des déchets, action publique pour les rénovations thermiques des logements, etc.
Klein décrit l'histoire de Boulder où la compagnie privée chargée de la fourniture d'électricité a refusé les demandes d'une production décarbonée faite par des usagers-citoyens. Une mobilisation a alors eu lieu pour demander la municipalisation de la distribution d'électricité afin de répondre au défi écologique.
A la question de l'argent nécessaire pour de tels investissements publics, Naomi Klein répond en évoquant les précédents historiques des efforts de guerre où la puissance publique s'est montrée capable de mobiliser tous les moyens de la nation (nationalisation des productions vitales, rationnement de la consommation…). Les réactions aux catastrophes montrent également comment le contexte peut justifier un changement de paradigme. Lors des inondations en Grande Bretagne en février 2014, David Cameron affirmait ainsi : « l’argent ne sera pas le blocage, nous allons utiliser tous les moyens pour venir en aide aux victimes ».

### Les intérêts matériels sous le climatoscepticisme
La prise en compte du réchauffement climatique implique des mesures politiques d'ampleur. Or, toute mesure sérieuse est en conflit avec les intérêts des grandes entreprises et menace leur taux de profit. D’où le financement des recherches des climato-sceptiques. Il faut retarder l’intervention qui va menacer les profits. Les grands industriels jouent la montre.

Naomi Klein décrit aussi les réalités matérielles qui nourrissent le climatoscepticisme dans la population, via les effets de la dissonnance cognitive. 
Nous sommes enclins au déni si la vérité est trop coûteuse à accepter. Seulement 41 % des habitants de l’Alberta [où la richesse est dépendante de l'économie pétrolière] croient au changement climatique contre 68 % des habitants de Colombie Britannique. Seulement 49 % des sympathisants démocrates dans les Appalaches (où tournent encore de nombreuses usines de charbon) y croient contre 77 % dans le reste du pays.
Elle pointe les contradictions derrière la baisse relative des émissions de gaz à effet de serre dans les pays européens en citant une étude montrant qu'elles résultaient principalement d'une délocalisation des productions polluantes en Asie à la suite des accords de libre-échange.

### Les luttes locales se multiplient:Blockadia
Dans le neuvième chapitre, Naomi Klein décrit comment les luttes locales contre les projets extractivistes se multiplient. En Grèce, la lutte contre la mine de Skouries a été vive. Le projet a finalement été suspendu après l’élection de SYRIZA. En Roumanie, à Pungesti, une mobilisation victorieuse a été menée contre Chevron, parmi d’autres mobilisations en 2012-2014 contre le gaz de schiste. Aux États-Unis et au Canada, la période a été marquée par les luttes contre l'oléoduc Keystone avec ce qui a été appelée l'« alliance des cow-boys et des Indiens ». Obama a fini par bloquer le projet mais Trump l'a relancé.
Plus loin, Naomi Klein revient sur la lutte des Ogoni lancée en 1990 contre l’exploitation du pétrole dans le delta du Niger par Shell. Le Mosop et son leader Ken Saro-Wiwa lanceront une lutte non violente massive (300 000 personnes à une marche du 4 janvier 1993). Mais le gouvernement y répond par une répression violente. Ken Saro Wiwa sera arrêté et pendu en 1995. Trois ans plus tard, c’est la communauté Ijaw qui reprend le flambeau avec la journée de lutte non violente du 30 décembre 1998 et la déclaration de la conférence de la Ijaw Youth pour une meilleure répartition des revenus pétroliers et la fin des pollutions. Là aussi la répression gouvernementale sera féroce avec deux cents morts. Le mouvement du Delta prendra le tour d’une guérilla dans les années qui suivent.
Ces luttes locales se connectent et constituent un mouvement global contre l’extractivisme.

### Les victoires obtenues montrent la voie
Au début des années 2010, des moratoires sur le gaz de schiste ont été obtenus dans plusieurs pays à la suite des mobilisations : en France (2011), Allemagne (2014), Royaume-Uni (2019), Vermont (2012), État de New York (2014).
Plusieurs projets d’extraction ont été annulés (mine Eldorado en Grèce à la suite de l’élection de SYRIZA), usines à charbon (à Gerze, nord de la Turquie à la suite des mobilisations). Des oppositions multiples ont mené à des victoires en Inde, mais également en Chine, à Haimen, Guangdong notamment où les manifestations ont mené à la suspension du projet de centrale à charbon en 2011. Au Canada, l'annulation de l’oléoduc du Northern Gateway est une des victoires notables dans un pays où les compagnies pétrolières sont puissantes.
Naomi Klein recense aussi les victoires du mouvement de désinvestissement. En France par exemple, la Société générale, la Macif, AG2R ont sorti les investissements charbon de leur portefeuille.
En conclusion, elle s'appuie sur les enseignements tirés des mouvements sociaux passés : abolition de l'esclavage, mouvement des droits civiques, mouvement ouvrier. Au-delà des batailles locales et de l'argumentation rationnelle visant, par exemple, à calculer le coût économique du changement climatique, elle pointe la nécessité d'assumer le combat culturel et idéologique sous-jacent au défi climatique avec la construction d'une vision du monde et de valeurs en rupture avec les valeurs individualistes et libérales qui ont prévalu aux XIXe et XXe siècles.

### Éditions
- Tout peut changer : Capitalisme et changement climatique [« This Changes Everything: Capitalism vs. the Climate »], Arles/Montréal, Actes Sud, 2015, 640 p. (ISBN 978-2-330-04784-9)